# ستيفن برادلي
ستيفن برادلي (بالإنجليزية: Stephen Bradley)‏ (19 نوفمبر 1984 بدبلن في جمهورية أيرلندا - ) هو لاعب كرة قدم أيرلندي في مركز الوسط. شارك مع منتخب جمهورية أيرلندا تحت 17 سنة لكرة القدم ومنتخب جمهورية أيرلندا تحت 21 سنة لكرة القدم. أما مع النوادي، فقد لعب مع باتريك أتلتيك ودرودا يونايتد ودونفرملين أثلتيك ونادي أرسنال ونادي شامروك روفرز ونادي فالكيرك ونادي يميريك.

## وصلات خارجية
- ستيفن برادلي على موقع قاعدة بيانات كرة القدم.إي يو (الإنجليزية)
- ستيفن برادلي على موقع Soccerbase.com (لاعب) (الإنجليزية)